# Indalo

Indalo Skulptur

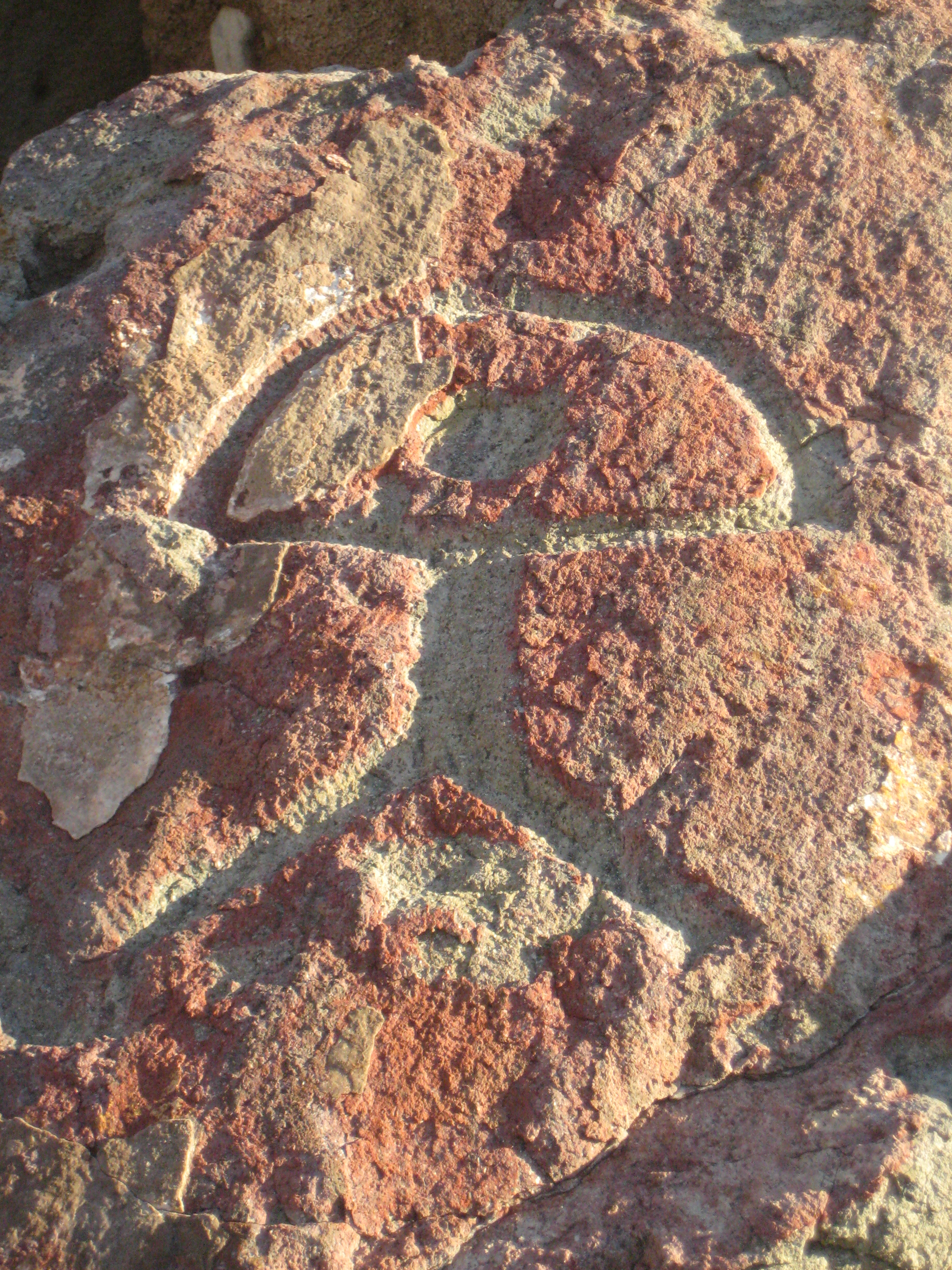
Indalo Ritzung

Der Indalo ist eine jungsteinzeitliche, bzw. kupfersteinzeitliche Figur, die als Höhlenmalerei in der Höhle „Los Letreros“  bei Vélez-Blanco in der spanischen Provinz Almería erstmals entdeckt wurde. Die Figur stellt einen Menschen dar, der einen als Regenbogen interpretierten Bogen in den Händen hält.
Der auch am Abri de las Colmenas gefundene Indalo ist zur Marke der Provinz Almería geworden und wird von zahlreichen Behörden und Unternehmen verwendet.
Im Film Conan der Barbar (der teilweise in Almería gedreht wurde), wird in der Szene, in der die Schamanen versuchen, Conan wiederzubeleben, das Gesicht der Titelfigur mit Symbolen bemalt. Eines jener Symbole ist der Indalo.